# Wessel Nijman
Wessel Nijman (Uitgeest, 2000. június 26. –) holland dartsjátékos. 2016-tól 2020-ig, majd 2023-tól a Professional Darts Corporation tagja.

## Pályafutása

### Kezdetek
Nijman 2018-ban vett részt először a PDC Development Tour sorozatán, amelynek 2. állomását meg is nyerte, 5–4-re legyőzve Bradley Brooks-t a döntőben.
2019-ben kvalifikálta magát a prágai Czech Darts Open tornára, ahol az első körben 6–0-ra kikapott Corey Cadby-től. Ugyanebben az évben részt vett második European Tour versenyén, a Gibraltar Darts Trophy-n is, ahol az első kört már 6–5-re sikerrel vette Darren Webster ellen, majd kikapott 6–1-re Mensur Suljović-tól. 2020-ban megnyerte továbbá a Development Tour 4. állomását.

### Eltiltása
2020-ban az International Betting Integrity Association és a Darts Regulation Authority figyelmét felkeltették a Modus Live League, egy online dartsbajnokság-sorozat áprilisban és májusban zajló mérkőzésein tapasztalt gyanús fogadási arányok, amely bajnokság a Covid19-pandémia idején került megrendezésre, és amelyen Nijman is részt vett. 2020. augusztus 18-án eltiltották a Darts Regulation Authority által ellenőrzött dartsversenyeken való részvételtől, miután beismerte, hogy mérkőzéseket manipulált, amit ő „ostoba hibának” nevezett. Októberben a Darts Regulation Authority fegyelmi bizottsága meghallgatást tartott, amelyen Nijman május 14-én David Evans ellen szándékosan elszenvedett 4–0-ás veresége miatt öt évre eltiltották minden versenytől, amelyből két és fél évet felfüggesztettek, miután részt vett különböző játékosoktatási és korrupcióellenes intézkedésekben. Emellett 2456 font kifizetésére is kötelezték. Nijman elfogadta a döntést, kijelentve, hogy bár mások nyomást gyakoroltak rá, hogy veszítse el a mérkőzést, teljes felelősséget vállal tetteiért. Tiltása így végül 2023. február 18-án járt le.
Ezalatt szerepet kapott egy oktatófilmben is, amelyet a Professional Players Federation és a Professional Darts Players Association adott ki 2022 júniusában, és amelyben személyes tanúvallomást tett és megvitatta a mérkőzésmanipulációban való részvétel következményeit.

### Visszatérése a PDC-hez
2023-ban Nijman visszatért a nemzetközi darts mezőnyébe, és márciusban megnyerte a Wijchenben rendezett Rivierenland Open bajnokságot. Ismét elindult a Development Tour-on is, ahol három állomást nyert meg az év során és ezzel a teljesítményével kvalifikálta magát a 2024-es PDC-dartsvilágbajnokságra. A Development Tour ranglistán végül a harmadik helyen végzett, amellyel két évre megszerezte a Tour Card-ot. Nijman bejutott a 2023-as PDC Ifjúsági világbajnokság elődöntőjébe, miután legyőzte Nathan Rafferty-t és Owen Bates-t, majd 6–5-re kikapott Gian van Veen-től. A 2024-es világbajnokságon az utolsó tornáján részt vevő Steve Beaton ellen játszotta első mérkőzését, akitől végül 3–1-es vereséget szenvedett és kiesett.
A Pro Tour-on debütáló évében Nijman kvalifikálta magát a 2024-es Austrian Darts Open-re (European Tour 5), ahol 6–5-re legyőzte a horvát Romeo Grbavac-ot, majd a második körben 6–3-as veregésget szenvedett honfitársától, Danny Nopperttől. A 2024-es Baltic Sea Darts Open-en 6–3-ra legyőzte Luke Littlert, majd a következő körben 6–2-re kikapott Michael van Gerwentől.
2024-ben első helyen végzett a Development Tour ranglistáján, mivel 7 állomáson is nyerni tudott. Ez feljogosította a Grand Slam of Darts nagytornán való részvételre is. A tornán mindhárom csoportmeccsén 100 feletti átlagot produkált, mégsem tudott mérkőzést nyerni, így utolsó helyen zárta a csoportját.
2024 októberében megszerezte első PDC tornagyőzelmét a Players Championship sorozat 24. állomásán, amelynek döntőjében 8–5-re legyőzte Stephen Buntingot.
Nijman nagy elvárásokkal vágott neki a 2025-ös PDC-dartsvilágbajnokságnak, és a 2024-es jó formája miatt a fogadóirodák a hatodik legnagyobb esélyesnek tartották őt a torna megnyerésére. Az első fordulóban rendkívül szoros mérkőzésen 3–2-re legyőzte a dél-afrikai Cameron Carolissent. A második körben 3–0-ás vereséget szenvedett Joe Cullentől, és búcsúzott a tornától.

## Világbajnoki szereplései

### PDC
- 2024: Első kör (vereség  Steve Beaton ellen 1–3)
- 2025: Második kör (vereség  Joe Cullen ellen 0–3)

## Tornagyőzelmei
| Players Championships - Players Championship (WIG): 2024 | PDC Development Tour - Development Tour: 2018, 2020, 2023 (x3), 2024 (x7) |

## Fordítás
Ez a szócikk részben vagy egészben  a   Wessel Nijman című angol Wikipédia-szócikk ezen változatának fordításán alapul.  Az eredeti cikk szerkesztőit annak laptörténete sorolja fel. Ez a jelzés csupán a megfogalmazás eredetét és a szerzői jogokat jelzi, nem szolgál a cikkben szereplő információk forrásmegjelöléseként.